# Meunasah Nga Lsk Barat
Meunasah Nga Lsk Barat is een bestuurslaag in het regentschap Aceh Utara van de provincie Atjeh, Indonesië. Meunasah Nga Lsk Barat telt 441 inwoners (volkstelling 2010).